# Тарська (станція)
Тарська (рос. Тарская) — станція Читинського регіону Забайкальської залізниці Росії, розташована на дільниці Каримська — Куенга між станціями Каримська (відстань — 12 км) і Урульга (31 км). Відстань до ст. Куенга — 220 км; до транзитного пункту Бамівська — 969 км.